# The Dream (Schiff, 1949)
the Dream war der Name eines Fahrgastschiffes, das ursprünglich in Deutschland beheimatet war.

## Geschichte
Das Schiff wurde wie die Dockenhuden 1949 bei Renck in Hamburg-Harburg gebaut und fuhr laut Dieter Schubert bis 1965 als Nienstedten für die HADAG. Danach trug es den Namen De Lieve Jong und wurde von Seif in Voerde betrieben. Laut einer niederländischen Quelle folgte darauf noch eine Phase als Ijsseltoerist in Deventer von 1969 bis 1977. Schließlich kam das Schiff als Amisia zur Fahrgastschiffahrt „Amisia“ GmbH & Co. KG in Haren (Ems). Das Schiff wurde 1993 bei Kötter in Haren umgebaut und verlängert. Im Jahr 2000 durfte es noch 236 Fahrgäste befördern, war 29 Meter lang, 5,7 Meter breit und hatte einen Tiefgang von 0,95 Metern. Die Motorleistung lag bei 240 PS. Bis zum 22. Juli 2009 war das Schiff in Haren beheimatet, dann wurde es gegen eine neue Amisia ausgetauscht und kam als „Wellnessschiff“ De Dream oder the Dream nach Maastricht. Laut Binnenschifferforum erhielt das Schiff – frühestens 2004 – neue Motoren, nämlich zwei DAF WS 6-Zylinder mit je 315 PS aus dem Jahr 2004, außerdem wurde es mit elektrischen Bugstrahlrudern aus dem Jahr 2006 ausgestattet. Ferner wird im Binnenschifferforum ein Umbau bei Scheel & Jöhnk im Jahr 1968 erwähnt. Höchstwahrscheinlich stammen diese Angaben aber von der Seite der Betreiber und wurden irrtümlich auf die alte statt auf die neue Amisia bezogen. Um 2018 wurde das Schiff erneut zum Verkauf angeboten; im Jahr 2020 wurde es offenbar nach Litauen überführt.